# 알레한드로 게라
알레한드로 아브라암 게라 모랄레스(스페인어: Alejandro Abraham Guerra Morales, 1985년 7월 9일 ~ )는 알레한드로 게라라고도 불리는 베네수엘라의 전직 국가대표 축구 선수로 과거 포지션은 공격형 미드필더였다.

## 선수 생활
알레한드로 게라는 카라카스에서 태어나, 지역의 구단인 카라카스 FC에서 축구를 시작하였다. 2003년 카라카스 FC의 성인 팀에서 데뷔전을 치렀으며, 같은 해 9월 21일 모나가스 SC를 상대로 프로 무대 데뷔골을 터뜨렸다.
2010년 7월 20일 게라는 데포르티보 안소아테기와 1년 계약을 맺고 이적하였다. 8월 8일 데포르티보 페타레를 상대로 팀에서의 첫번째 경기에 출전하였다. 2011년 4월 3일 게라는 에스투디안테스 데 메리다를 상대로 프로 통산 첫번째 해트트릭을 기록하였다. 같은 달 아틀레티코 베네수엘라와의 10-0 대승 경기에서도 해트트릭을 재차 기록하였다.
2011년 7월 자유 계약 대상자였던 알레한드로 게라는 미네로스 데 과야나로 이적하였다. 9월 25일 게라는 과야나에서의 첫번째 골을 터뜨렸다. 2012년 코파 수다메리카나에서 중요한 역할을 수행하였으며, 4경기에 출전하여 3골을 기록하였다.
2014년 6월 30일 게라는 콜롬비아의 아틀레티코 나시오날로 1년 임대를 떠났으며, 7월 5일 계약은 영구 이적으로 변경되었다. 게라는 나시오날의 주전 선수로 자리를 잡았으며, 코파 리베르타도레스에서 13경기에 출전하여 3골을 기록하였다.
2016년 12월 27일 알레한드로 게라는 브라질의 SE 파우메이라스로 이적하였다.

## 선수 기록

### 구단 기록
| 선수 기록     | 선수 기록                  | 선수 기록     | 리그 | 리그 | FA컵 | FA컵 | 리그컵 | 리그컵 | 대륙대회 | 대륙대회 | 총합 | 총합 |
| 시즌          | 구단                       | 리그          | 출장 | 득점 | 출장 | 득점 | 출장   | 득점   | 출장     | 득점     | 출장 | 득점 |
| 베네수엘라    | 베네수엘라                 | 베네수엘라    | 리그 | 리그 | FA컵 | FA컵 | 리그컵 | 리그컵 | 대륙대회 | 대륙대회 | 총합 | 총합 |
| ------------- | -------------------------- | ------------- | ---- | ---- | ---- | ---- | ------ | ------ | -------- | -------- | ---- | ---- |
| 2002-03       | 카라카스                   | 프리메라      | 4    | 0    | 0    | 0    | -      | -      | -        | -        | 4    | 0    |
| 2003-04       | 카라카스                   | 프리메라      | 4    | 1    | 0    | 0    | -      | -      | -        | -        | 4    | 1    |
| 2004-05       | 카라카스                   | 프리메라      | 0    | 0    | -    | -    | -      | -      | 1        | 0        | 1    | 0    |
| 2004-05       | 후벤투드 안토니아나 (임대) | 프리메라 B    | 0    | 0    | 0    | 0    | -      | -      | -        | -        | 0    | 0    |
| 2005-06       | 카라카스                   | 프리메라      | 25   | 6    | -    | -    | -      | -      | 6        | 0        | 31   | 6    |
| 2006-07       | 카라카스                   | 프리메라      | 26   | 3    | -    | -    | -      | -      | 5        | 1        | 31   | 4    |
| 2007-08       | 카라카스                   | 프리메라      | 23   | 4    | -    | -    | -      | -      | 1        | 0        | 24   | 4    |
| 2008-09       | 카라카스                   | 프리메라      | 18   | 3    | 1    | 0    | -      | -      | 2        | 0        | 21   | 3    |
| 2009-10       | 카라카스                   | 프리메라      | 28   | 6    | 0    | 0    | -      | -      | 5        | 0        | 33   | 6    |
| 2010-11       | 데포르티보 안소아테기      | 프리메라      | 33   | 16   | 0    | 0    | -      | -      | 2        | 1        | 35   | 17   |
| 2011-12       | 미네로스 데 과야나         | 프리메라      | 31   | 4    | -    | -    | -      | -      | -        | -        | 31   | 4    |
| 2012-13       | 미네로스 데 과야나         | 프리메라      | 36   | 7    | 0    | 0    | -      | -      | 4        | 3        | 40   | 10   |
| 2013-14       | 미네로스 데 과야나         | 프리메라      | 27   | 7    | 0    | 0    | -      | -      | 4        | 0        | 31   | 7    |
| 콜롬비아      | 콜롬비아                   | 콜롬비아      | 리그 | 리그 | FA컵 | FA컵 | 리그컵 | 리그컵 | 대륙대회 | 대륙대회 | 총합 | 총합 |
| 2014          | 아틀레티코 나시오날        | CPA           | 10   | 1    | 5    | 1    | -      | -      | 5        | 0        | 20   | 2    |
| 2015          | 아틀레티코 나시오날        | CPA           | 26   | 4    | 0    | 0    | 1      | 0      | 6        | 1        | 33   | 5    |
| 2016          | 아틀레티코 나시오날        | CPA           | 10   | 6    | 2    | 0    | 2      | 0      | 22       | 4        | 36   | 10   |
| 브라질        | 브라질                     | 브라질        | 리그 | 리그 | FA컵 | FA컵 | 주리그 | 주리그 | 대륙대회 | 대륙대회 | 총합 | 총합 |
| 2017          | 파우메이라스               | 세리이 A      | 1    | 1    | 0    | 0    | 9      | 1      | 3        | 0        | 13   | 2    |
| 브라질 통산   | 브라질 통산                | 브라질 통산   | 95   | 19   | 0    | 0    | 9      | 1      | 11       | 3        | 115  | 23   |
| 콜롬비아 통산 | 콜롬비아 통산              | 콜롬비아 통산 | 46   | 11   | 7    | 1    | 3      | 0      | 33       | 5        | 89   | 17   |
| 커리어 통산   | 커리어 통산                | 커리어 통산   | 141  | 30   | 7    | 1    | 12     | 1      | 44       | 8        | 204  | 40   |

### 국가대표 기록
2017년 3월 23일 기준
| 베네수엘라 | 베네수엘라 | 베네수엘라 |
| 연도       | 출장       | 득점       |
| ---------- | ---------- | ---------- |
| 2006       | 8          | 0          |
| 2007       | 15         | 3          |
| 2008       | 5          | 0          |
| 2010       | 4          | 0          |
| 2011       | 3          | 1          |
| 2012       | 3          | 0          |
| 2014       | 3          | 0          |
| 2015       | 9          | 0          |
| 2016       | 10         | 0          |
| 2017       | 1          | 0          |
| Total      | 61         | 3          |

### 국가대표 득점 기록
베네수엘라의 득점이 항상 우선 표기된다
| 베네수엘라 | 베네수엘라       | 베네수엘라                                        | 베네수엘라 | 베네수엘라 | 베네수엘라 | 베네수엘라                   |
| No.        | 날짜             | 장소                                              | 상대       | 득점       | 결과       | 대회                         |
| ---------- | ---------------- | ------------------------------------------------- | ---------- | ---------- | ---------- | ---------------------------- |
| 1.         | 2007년 1월 14일  | 베네수엘라 마라카이보 호세 파첸초 로메로          | 스웨덴     | 1–0        | 2–0        | 친선 경기                    |
| 2.         | 2007년 9월 8일   | 베네수엘라 시우다드과야나 폴리데포르티보 카차마이 | 파라과이   | 3–2        | 3–2        | 친선 경기                    |
| 3.         | 2007년 11월 20일 | 베네수엘라 산크리스토발 파블로 누에보             | 볼리비아   | 3–3        | 5–3        | 2010년 FIFA 월드컵 지역 예선 |
| 4.         | 2011년 6월 11일  | 미국 라스베가스 샘 보이드 스타디움                | 멕시코     | 1–0        | 3–0        | 친선 경기                    |

## 수상

### 구단

#### 카라카스
- 베네수엘라 프리메라 디비시온 : 2003–04, 2005–06, 2006–07, 2008–09, 2009–10

#### 미네로스 데 과야나
- 코파 베네수엘라 : 2011

#### 아틀레티코 나시오날
- 카테고리아 프리메라 A : 2014 전기, 2015 후기
- 코파 콜롬비아 : 2016
- 수페르리가 콜롬비아나 : 2016
- 코파 리베르타도레스 : 2016

### 개인
- 코파 리베르타도레스 최우수 선수상 : 2016